# Lola Arias

Lola Arias (2024)

Lola Arias (* 1976 in Buenos Aires) ist eine argentinische Schriftstellerin, Musikerin, Schauspielerin sowie Theater- und Filmregisseurin.

## Leben
Arias ist Mitbegründerin des interdisziplinären Künstlerkollektivs Compañía Postnuclear, mit dem sie verschiedene Theater-, Literatur-, Musik- und Kunstprojekte entwickelte. Ihre Theaterstücke wurden ins Englische, Französische und Deutsche übersetzt und sind seit 2006 auch auf verschiedenen europäischen Bühnen und Festivals gezeigt worden. Sie lebt heute in Berlin.
Seit 2018 geht sie gegen den schwedischen Regisseur Ruben Östlund juristisch vor. Er hatte in seiner 2017 erschienenen Kunstsatire The Square mehrfach ihren Namen als den der Urheberin des titelgebenden Kunstwerks verwendet, ohne dies mit ihr abzusprechen.

## Wirken
Arias’ künstlerischer Ansatz ist von der Einbindung realer Erfahrungen in ihre Werke geprägt. Ihre Arbeit erforscht komplexe Themen wie Freiheit, Identität und gesellschaftliche Marginalisierung. Sie bringt Menschen und deren Erfahrungen auf die Bühne, die dort nicht repräsentiert und gesellschaftlich kaum sichtbar sind, wie Veteranen des Falkland-Krieges, minderjährige Flüchtlinge oder Sexarbeiter sowie Kollaborateure und Dissidenten des DDR-Regimes.
Das Theaterstück Mi vida después befasst sich mit den Spätfolgen der argentinischen Militärdiktatur. In ihm erforschen sechs junge Erwachsene um die 30 ihre Kindheit und das Leben ihrer Eltern während der Diktatur.
Der Film Reas (2024) verbindet Kino und Theater miteinander, indem er die Geschichten ehemaliger Häftlinge in Argentinien erzählt. Gedreht in einem stillgelegten Gefängnis, nutzt der Film reale Erfahrungen als Grundlage für ein narratives Experiment, das die Grenzen zwischen Fiktion und Realität verwischt. Der Film zeichnet sich durch seinen Einsatz von Musik und Choreografie aus, wodurch ein Raum für Ausdruck und Freiheit innerhalb der restriktiven Umgebung des Gefängnisses geschaffen wird. Er reflektiert über Themen wie Hoffnung, Rehabilitation und die transformative Kraft der Kunst, indem den Protagonisten eine Plattform zur Teilung ihrer Geschichten und Träume geboten wird.
In Los días afuera inszenierte Arias im Jahr 2024 eine dokumentarisch-musikalische Aufführung am Gorki Theater ebenfalls mit Ex-Häftlingen, die über ihr Leben in und nach der Haft berichten; die Darsteller gaben in kurzen Biografien Einblicke in ihre Erfahrungen mit Stigmatisierung, Ausgrenzung und den Herausforderungen, nach der Haft wieder Fuß zu fassen, während auch die fragile Realität ihrer neuen Freiheit thematisiert wurde. Dieses Stück wurde auch am Nationaltheater in Oslo aufgeführt und tourte mit einem großen Produktionsteam durch Europa.

## Auszeichnungen
Im Oktober 2024 wurde Arias mit dem Internationalen Ibsen-Preis ausgezeichnet, der als weltweit höchstdotierter Theaterpreis gilt und seit 2008 vom norwegischen Staat vergeben wird. Der Preis ist mit umgerechnet ca. 213.000 Euro dotiert und würdigt ihr herausragendes Schaffen, das im Geiste Ibsens Wahrheit und Freiheit als tragende Säulen der Gesellschaft begreift.

## Werke
Theaterstücke
- Striptease
- Revolver-Traum
- Die Liebe ist ein Heckenschütze
- Mi vida después – Mein Leben danach
- Atlas des Kommunismus
- Futureland

Filme
- 2018: Teatro de guerra
- 2024: Reas

Bücher
- Liebe ist ein Heckenschütze. Blumenbar Verlag, Berlin 2010 (Sammelband), ISBN 978-3-936738-79-7.
- Mein Leben danach. Verlag der Autoren, Frankfurt am Main 2010, ISBN 978-3-88661-335-9.

Musik / Musical
- 2008: mit Ulises Conti: El amor es un francotirado
- 2024: Los Días afuera[7] – Tage draußen[8]

## Auszeichnungen
- 2024: Internationaler Ibsen-Preis